# سيريل كينغ (سياسي)
سيريل كينغ (بالإنجليزية: Cyril King)‏ هو جندي وسياسي أمريكي، ولد في 7 أبريل 1921 في الولايات المتحدة، وتوفي في 2 يناير 1978 في شارلوت أمالي في الولايات المتحدة. حزبياً، نشط في Independent Citizens Movement ‏. وقد انتخب رئيس أركان ‏ هيوبرت همفري وانتخب حاكم جزر العذراء الأمريكية ‏ (1975 – 1978).